# Burundi i olympiska sommarspelen 2000
Burundi deltog i de olympiska sommarspelen 2000 med en trupp bestående av sex deltagare, fem män och en kvinna, men ingen av landets deltagare erövrade någon medalj.

## Friidrott
Herrarnas 800 meter
- Jean Patrick Nduwimana
  1. Omgång 1 — 01:46.78
  2. Semifinal — 01:46.98 (gick inte vidare)

- Arthemon Hatungimana
  1. Omgång 1 — 01:48.14 (gick inte vidare)

Herrarnas 5 000 meter
- Venuste Niyongabo
  1. Omgång 1 — 13:49.57 (gick inte vidare)

Herrarnas 10 000 meter
- Aloys Nizigama
  1. Omgång 1 — 27:50.09
  2. Final — 27:44.56 (9:e plats)

Herrarnas maraton
- Patrick Ndayisenga
  1. Final — DNF

Damernas 5 000 meter
- Diane Nukuri
  1. Omgång 1 — 16:38.30 (gick inte vidare)